# Konstantin Morozow
Konstantin Nikołajewicz Morozow (ros. Константин Николаевич Морозов; ur. 1961 w Kujbyszewie) – rosyjski historyk, profesor Rosyjskiego Państwowego Uniwersytetu Humanistycznego w Moskwie, profesor Wydziału Humanistycznego Rosyjskiej Akademii Gospodarki Narodowej i Służby Państwowej przy prezydencie Federacji Rosyjskiej, wiceprzewodniczący rosyjskiego Stowarzyszenia Memoriał, badającego zbrodnie stalinowskie, kierownik programu badawczego Stowarzyszenia. doktor nauk historycznych (2007), docent (2000), autor publikacji naukowych poświęconych m.in. historii rosyjskiej Partii Socjalistów-Rewolucjonistów i eserowskiego terroru na początku XX wieku.

## Wybrane publikacje
- Б.Н. Савинков и Боевая Организация ПСР в 1909–1911, „Минувшее. Исторический альманах”, 1995
- Боевая Организация Б.В.Савинкова в 1909–1911 гг. и загадки «дела Петрова». Индивидуальный политический террор в России. Материалы конференции, Moskwa 1995
- Партия социалистов-революционеров в 1907–1914 гг, Moskwa 1998
- Судебный процесс социалистов-революционеров и тюремное противостояние (1922–1926): этика и тактика противоборства, Moskwa 2005